# James Roday
James David Rodriguez, bolje poznan pod svojim umetniškim imenom James Roday (izg. kot roʊˈdeɪ), ameriški filmski, televizijski in gledališki igralec ter scenarist, * 4. april 1976, San Antonio, Teksas, Združene države Amerike.
Najbolj znan je po vlogi jasnovidca Shawna Spencerja v televizijski seriji USA Network-a  Zvit in prebrisan, pri kateri sodeluje že od leta 2006.

## Zgodnje in zasebno življenje
Roday se je rodil očetu Jaimeju »Jimu« Rodriguezu, takratnemu uslužbencu podjetja Boardwalk Auto Group po poreklu iz Mehike, in materi angleških, škotskih in irskih korenin. Kot edinec je svoje otroštvo preživel v San Antoniu, kjer je obiskoval šolo Taft High School, kasneje pa študiral na šoli New York University's Experimental Theatre Wing, kjer si je prislužil diplomo iz likovne umetnosti.
Roday je eden izmed umetniških vodij organizacije Red Dog Squadron, gledališkega podjetja v Los Angelesu, ki ga je ustanovil v sodelovanju z Bradom Raiderjem. Od leta 2006 je v razmerju z Maggie Lawson, njegovo sodelavko iz serije Zvit in prebrisan. V letu 2007 je dosegel dvainšestdeseto mesto na seznamu »100 najlepših ljudi« po mnenju ameriške revije People.

## Kariera
Roday je v nekem intervjuju povedal, da se je za igranje začel zanimati pri starosti dvanajst ali trinajst let, ko je ugotovil, da bo »njegova atletska kariera po vsej verjetnosti splavala po vodi.« S kariero je začel v gledališču z vlogami v igrah, kot so Tri sestre, Kar hočete kot Sebastian, A Respectable Wedding, Severity's Mistress in Seksualna perverzija v Chicagu. Njegova prva televizijska vloga je bila vloga v filmu Mlade in bogate leta 1999. Še istega leta je igral v filmu Ryan Caulfield: Year One.
Leta 2000 je Roday dobil vlogo v filmu Believe in epizodi televizijske serije Get Real, naslednjega leta, torej leta 2001, pa je s kariero nadaljeval v filmu Thank Heaven in televizijski seriji First Years. V letu 2002 je imel vlogo Maxa v filmu Kloniranka, s katero je doživel preboj in prvič pritegnil pozornost tako občinstva kot medijev. Še istega leta je igral v filmih Providence in Showtime, leta 2003 pa je temu sledil pojav v NBC-jevi televizijski seriji Miss Match, kjer je igral Nicka Paina. Leta 2005 je igral v filmih Ne hodi mi trkat in Carja Hazzarda, leta 2006 pa se pojavi v filmu Beerfest. Leta 2006 je tudi prvič nastopil kot scenarist in sicer je napisal del scenarija za film Vojna volkodlakov.
7. julija 2006 se je na programu USA Network za televizijsko serijo Monk prvič predvajala televizijska serija Zvit in prebrisan z Jamesom Rodayjem v glavni vlogi, ki je postavila rekord najbolje gledanih televizijskih serij takoj po premieri leta 2006. Ta serija mu je prinesla največji uspeh in skupaj s soigralcem Duléom Hillom je 25. januarja 2010 gostil WWE-jevo televizijsko oddajo Monday Night Raw. Dogodka se James Roday zaradi zdravstvenih težav sicer ni nameraval udeležiti, vendar je bil preko telefonskega zvočnika povezan z oddajo. Roday je tudi napisal in režiral zadnjo epizodo četrte sezone televizijske serije Zvit in prebrisan, naslovljeno kot Mr. Yin Presents. Slednja je na kanalu USA Network izšla 10. marca 2010.
Sicer se je James Roday v letu 2008 pojavil v epizodi televizijske serije Prvinski strah skupaj z Maggie Lawson, leta 2009 pa je, ponovno v družbi Maggie Lawson, njegove sodelavke iz televizijske serije Zvit in prebrisan, igral v filmu Igričar. Leta 2010 je izšla epizoda televizijske serije Zakon in red, kjer se je kot Dr. Charles Gauss pojavil tudi on, od februarja 2010 pa igra v gledališki igri Gabea McKinleyja, imenovani Extinction, kjer ima vlogo Finna. Igro je režiral Wayne Kasserman, v njej pa med drugim igra tudi Michael Weston.

## Filmografija

### Igralec
| Leto      | Naslov                   | Vloga                           | Ostale opombe |
| --------- | ------------------------ | ------------------------------- | ------------- |
| 1999      | Mlade in bogate          | Chad                            |               |
| 1999      | Ryan Caulfield: Year One | Vic                             |               |
| 2000      | Believe                  | Bruce Arm/Agent Johnny          |               |
| 2000      | Get Real                 | Trent Sykes                     |               |
| 2001      | Thank Heaven             | Edgar 'Egg' Ross                |               |
| 2001      | First Years              | Edgar 'Egg' Ross                |               |
| 2002      | Kloniranka               | Max                             |               |
| 2002      | Providence               | Alexander Conrad                |               |
| 2002      | Showtime                 | Maxisov kamerman                |               |
| 2003      | Rolling Kansas           | Dick Murphy                     |               |
| 2003      | Miss Match               | Nick Paine                      |               |
| 2005      | Ne hodi mi trkat         | Mickey, prvi asistent režiserja |               |
| 2005      | Carja Hazzarda           | Billy Prickett                  |               |
| 2006      | Beerfest                 | Nemški sporočevalec             |               |
| 2006-2014 | Zvit in prebrisan        | Shawn Spencer                   |               |
| 2008      | Prvinski strah           | Carlos                          | 1 epizoda     |
| 2009      | Igričar                  | Gost v novicah #2               |               |
| 2010      | Zakon in red             | Dr. Charles Gauss               |               |

### Scenarist
| Leto         | Naslov            | Opombe   |
| ------------ | ----------------- | -------- |
| 2006         | Vojna volkodlakov |          |
| 2007 - danes | Zvit in prebrisan | 8 epizod |

## Nagrade in nominacije
Roday je bil leta 2006 nominiran za nagrado Satellite Awards v kategoriji za »najboljšega igralca v televizijski seriji, komediji ali mjuziklu«. Nominacijo si je prislužil za delo za televizijsko serijo Zvit in prebrisan.
Leta 2008 je prejel nominacijo za nagrado NCLR ALMA Awards v kategoriji za »izstopajočega igralca v komični televizijski seriji«. Tudi to nominacijo mu je prislužila vloga v seriji Zvit in prebrisan.
Za svojo vlogo Shawna Spencerja si je leta 2009 prislužil nominacijo za nagrado Ewwy Award v kategoriji za »najboljšega igralca v komični televizijski seriji«.
| Leto | Nagrada          | Kategorija                                                     | Delo                                                                                  | Rezultat  |
| ---- | ---------------- | -------------------------------------------------------------- | ------------------------------------------------------------------------------------- | --------- |
| 2006 | Satellite Award  | Najboljši igralec v televizijski seriji, komediji ali muzikalu | Zvit in prebrisan                                                                     | Nominiran |
| 2008 | NCLR ALMA Awards | Izstopajoči igralec v komični televizijski seriji              | Zvit in prebrisan                                                                     | Nominiran |
| 2009 | Ewwy Award       | Najboljši igralec v komični televizijski seriji                | Zvit in prebrisan                                                                     | Nominiran |
| 2009 | Imagen Award     | Najboljši televizijski igralec                                 | Zvit in prebrisan                                                                     | Nominiran |
| 2010 | Imagen Award     | Izstopajoče pisanje v komični televizijski seriji              | Zvit in prebrisan (za epizodo »High Top Fade Out«; skupaj z Saladinom K. Pattersonom) | Nominiran |